# Иван Перне
Иван Перне (1889−1933) био је правник, дипломата, секретар Посланства Краљевине Југославије у Берлину, шеф одсека у Министарству иностраних послова, члан делегације Краљевине Југославије на XI заседању (1930) и Специјалном заседању (1932) Скупштине Друштва народа у Женеви.